# Nathanaël Duëz
Nathanaël Duëz (* 1609 im Elsass; † nach 1669) war ein französischer Sprachmeister, Lexikograf und Grammatiker, Romanist, Germanist und Italianist.

## Leben und Werk
Duëz entstammte einer hugenottischen Familie. Er studierte in Straßburg und ließ sich, nach ausgedehnten Reisen durch Italien, Frankreich, Deutschland und England, 1635 als Sprachmeister des Italienischen, Französischen und Deutschen in Leiden nieder, von wo er bis 1669 zahlreiche erfolgreiche Sprachlehrwerke publizierte. Über seinen weiteren Verbleib ist nichts bekannt.

## Werke
- Neuvermehrte und verbesserte französische Grammatica = Grammaire françoise corrigée et augmentée / Nathanaël Dhuëz, 1636; Grammaire françoise, reveuë & renouvellée d’un abrégé de syntaxe & de plusieurs autres choses, qui manquoient aux impressions précédentes, hrsg. von Simon Herbau, Köln 1696
- Le vray et parfait gvidon de la langue françoise, avec quatre dialogues françois & allemands & un bouquet de sentences. Der rechte und vollkommene Weg-Weiser zu der französischen Sprach. Sampt vier französischen und teutschen Gesprächen, und etlichen ausserlesenen Sprüchen, Leiden 1639, 1643, 1657, Amsterdam 1662, Paris 1973
- Nova nomenclatura quatuor linguarum, gallico, germanico, italico et latino idiomate conscripta  per Nathanaelem Dhuesium, Leiden 1640, Amsterdam 1652, 1663
- (Übersetzer)  J. A. Comenii Janua aurea reserata quator linguarum, sive Compendiosa methodus latinam, germanicam, gallicam et italicam linguam perdidiscendi... aucta, cum quadruplici indice : a Nathanaele Dhuez in idioma gallicum et italicum traducta, Leiden 1640, 1644, Amsterdam 1661, Paris 1669
- Le guidon de la langue italienne, Leiden 1641, Amsterdam 1659; Le Vray Gvidon De La Langve Italienne : avec trois dialogues familiers, Italiens & François. La comedie de la Moresse. Les compliments Italiens. Et une guirlande de proverbes, Amsterdam 1668, 1670, Rouen 1673, Genf 1685
- Dictionarium gallico-germanico-latinum. Dictionnaire françois-allemand-latin et allemand-françois-latin, Leiden 1642, 1644, 1647, 1650, 1657, 1660, 1663, 1664, 1671, 1673, Amsterdam 1664, Genf 1673, 1683
- Nathanaelis Duesii Compendium grammaticae Gallicae in gratiam illorum editum, qui Germanicum idoma perfectè non callent,  Leiden 1647, Genf 1973
- Esclaircissement de quelques différents en la langue italienne... sur aucunes attacques qui luy ont esté données de Pierre Paravicin, Leiden 1655
- Dittionario italiano e francese. Dictionnaire italien et français, Leiden 1659–1660, Genf 1664, 1667, 1671, 1678 ; Dictionnaire français-italien, Venedig 1662, 1678
- Nath. Duesii compendium grammaticae germanicae, Amsterdam 1668
- (Hrsg.) Charles Sorel, La vraye Histoire comique de Francion. Composée par Nicolas de Moulinet, Sieur du Parc, Gentilhomme Lorrain. Soigneusement reveuë & corrigée par Nathanaël Duëz, Maistre de Langues, Leiden 1668